# Pischi
Pischi, auch Pische, war ein Volumen- und Flüssigkeitsmaß und eine Masseneinheit (Gewichtsmaß) im ehemaligen Deutsch-Ostafrika und Sansibar. 
- 1 Pischi = 4 Kibaba = 3,2 Liter
- 15 Pischi = 1 Farra
- 60 Pischi = 1 Dzisla
- Trockenmaß in Sansibar (besonders für Palmkerne): 1 Pischi = 2 Kisage = 4 Kibaba = 2,28 Liter
- Gewicht:  1 Pischi = 2 Mani = 6 Ratel = 48 Waki = 2,7 Kilogramm